# Бережанський народний аматорський хор «Просвіта»
Бережанський народний аматорський хор «Просвіта» — самодіяльний співочий колектив у м. Бережани. Всеукраїнська літературно-мистецька премія імені Братів Богдана та Левка Лепких (1998).
У хорі — 35 співаків та оркестр (8 музикантів). У репертуарі близько 90 класичних, народних і духовних творів. Учасник міжнародних та всеукраїнських фестивалів, оглядів народної творчості, святкових концертів.
Диригент і художній керівник — З. Головацький.